# Елке Кристуфек
Елке Сільвія Кристуфек (нім. Elke Silvia Krystufek; нар.. 1970) — австрійська художниця, яка працює у стилі концептуалізму; викладачка; живе і працює в Берліні та Відні.

## Життєпис
Елке Кристуфек навчалась у віденській Академії образотворчих мистецтв від 1988 до 1993 року під керівництвом Арнульфа Райнера. Потім вона викладала як запрошений професор університету мистецтв Лінца (2001—2002), а від 2005 до 2006 року обіймала аналогічну посаду в Державній академії витончених мистецтв в Карлсруе й, одночасно, була професором Академії образотворчих мистецтв у Відні. Як художник, Кристуфек працює в різних галузях: живопис, скульптура, відеоарт і перформанс.

## Роботи і критика
Роботи Елке Кристуфек, в яких проводилося дослідження сексуальності в мистецтві, були створені під впливом школи австрійських художників: від Егона Шіле до Віденських акционістів. Кристуфек була художницею і письменницею, яка присвятила своє життя роботі — вона ставила своєю метою переступити кордон між приватним і громадським (публічним) життям. Вона використовує свій образ і своє тіло як предмет мистецтва — при чому, найчастіше провокаційного — у якому підкреслюється сучасний стан жіночого тіла в контексті гендерної ідентичності.
З моменту своєї першої великої індивідуальної виставки на Сецесіоні 1997 року у Відні, Елке працює над проєктом, названому нею «Архів». Для іншої своєї колекції, під назвою «Я-ваше дзеркало», що складається з серії світлин невеликого формату, Кристуфек черпала натхнення з документальних робіт фотографа Нен Голдін і роботи «Атлас» німецького художника Герхарда Ріхтера. Після її виставки «Liquid Logic», Пітер Ноевера — директор Музею прикладного мистецтва у Відні — дав Елке повний доступ до всіх сховищ і запасників як Музею мистецтва, так і Музею прикладного мистецтва. Це дозволило їй провести порівняння тематично підібраних об'єктів з колекцій музею, які рідко виставлялися. Крім того, Кристуфек знаходила зв'язки з біографією голландсько-американського художника Баса Яна Адера.
«Ви не можете нас шокувати, Дем'єн», — цими словами на одному зі своїх колажів Кристуфек заочно звернулася до англійського художника Демєна Герста, чиї вівісекції тварин стали великою сенсацією в Лондоні на початку 1990-х років. Професор James E. Young інтерпретував цю заяву молодої австрійської художниці як спробу вийти за рамки повторюваного кола образів жертв (зокрема, жертв Голокосту) і звернути «звинувачуючий погляд» на самих вбивць. На його думку, єдиним більш шокуючим, ніж образи страждаючих жертв, для художника могла бути тільки порочність людей, що причиняли подібні страждання.
У 2009 році Елке Кристуфек, спільно з трьома іншими сучасними австрійськими художниками, представляла Австрію на 53-ї бієнале мистецтв у Венеції. Під час цієї виставки вона представила свою роботу з рідкісною для сучасного мистецтва темою — оголеної чоловічої моделі, створеної гетеросексуальною жінкою-художником, названої нею «Табу».
Після її персональної виставки в Лос-Анджелесі в лютому 2011 року, галерея «Susanne Vielmetter Los Angeles Projects» включила частина «Архіву» Кристуфек до своєї колекції на тему імміграції. 13 квітня 2011 року відбулася прем'єра п'єси «Hub» у віденському театрі «Garage X». 27 травня в австрійському місті Графенегг — в парку біля замку — на вимогу директора місцевого музею була зруйнована її перша скульптура «Стіна мовчання». Документація про руйнування і фрагмент скульптури були пожертвувані автором нижньоавстрійському музею «Landesmuseum Niederösterreich».